# Heterophyes heterophyes
Heterophyes heterophyes es una especie de trematodo digéneo parásito, responsable de una enfermedad llamada heterofiosis. Es un pequeño gusano intestinal que afecta sobre todo a poblaciones de países orientales. Solo en casos excepcionales produce la muerte.

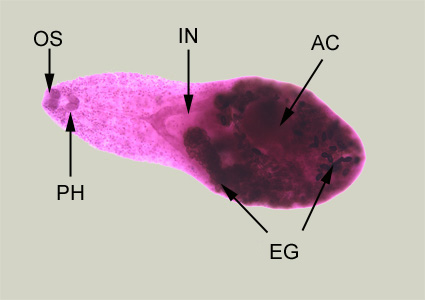
Ejemplar adulto tintado con carmín.
OS: ventosa circumbucal.
PH: faringe.
IN: intestino.
AC: ventosa ventral o acetabulum. EG: útero con huevos.

## Distribución geográfica
Heterophyes heterophyes es un parásito que se encuentra comúnmente en zonas en las que la ingesta de pescado crudo o insuficientemente cocinado es una práctica habitual. De esta manera, en países como Túnez, Egipto, Sudán, China, Japón, Taiwán, Indonesia, India, Corea y en la zona de Oriente Medio podemos encontrar frecuentes casos de heterofiosis. En Grecia y en España se ha registrado algún caso excepcional de parasitación por este trematodo.

## Epidemiología
En las zonas endémicas, además de parasitar al hombre, hace lo propio con animales que comen pescado, como gatos, perros, zorros o chacales. Se pueden dar casos de otros peces infectados por adultos de Heterophyes heterophyes debido al consumo de mamíferos contaminados. Fuera de las áreas endémicas, los casos de personas infectadas presentan el mismo antecedente epidemiológico, haber ingerido pescado crudo en restaurantes orientales.
La población con alto riesgo de infección es aquella que vive a orillas de lagos o ríos, además de los pescadores. La infección se produce por la ingesta de pescado crudo o insuficientemente cocinado que posiblemente haya sido obtenido de aguas contaminadas, ya que es habitual que los pescadores defequen en lagos y ríos mientras pescan. En particular, los pescadores infectados contaminan el agua con las materias fecales (que contienen los huevos del trematodo) y de esta manera son el origen humano de la fase extrahumana del ciclo vital del parásito.

## Morfología
El adulto es alargado y piriforme, de extremo posterior ancho y redondeado y extremo anterior más estrecho. Mide de 1 a 1.7 mm de longitud por 0.3 a 0.4 mm de ancho. Las escamas del tegumento son angostas, próximas unas a otras y en mayor número en la parte anterior del cuerpo. La ventosa bucal es pequeña (aprox. 90 micras de diámetro); la ventral (230 micras de diámetro) es musculosa, de paredes gruesas y está situada en la parte anterior del tercio medio del cuerpo. La ventosa genital, que se halla junto al borde posterior de la ventosa ventral y a su izquierda, mide por término medio 150 micras de diámetro y está provista de sesenta a noventa espinas multidigitales. Los dos testículos son ovales y están situados en un plano ligeramente oblicuo en la región subcaudal; la vesícula seminal, en forma de retorta, se extiende en dirección oblicua desde la parte posterior del tercio medio del gusano hacia delante y se continúa con el conducto eyaculador musculoso cerca de la ventosa genital. No hay cirro ni bolsa del cirro. Las glándulas prostáticas rodean el extremo anterior del conducto eyaculador. El ovario, pequeño y casi esférico, y el ootipo adyacente están en la línea media, en la parte anterior del tercio posterior del cuerpo. Unos catorce folículos vitelinos grandes y poligonales se encuentran distribuidos a cada lado en esta porción del gusano. Hay receptáculo seminal y conducto de Laurer. El útero describe un trayecto muy flexuoso entre los dos ciegos hacia la vagina, que está situada junto a la abertura del conducto eyaculador en el atrio genital, en el fondo de la ventosa de este nombre.
Los huevos son pequeños, operculados, ovoides, de color castaño claro, miden de 28 a 30 micras por 15 a 17, y en el momento de la puesta contienen un miracidio completamente desarrollado y de órganos internos de simetría bilateral; solo eclosionan al haber sido ingeridos por el caracol de agua dulce idóneo (Pironella conica en Egipto; Cerithidia cingula alata en Japón), en el que se desarrolla una generación de esporocistos y una o dos de redias, de las que se originan las cercarias. Estas se enquistan en un pez y se transforman en metacercarias que una vez ingeridas por el hospedador definitivo se desenquistan y pasan a adultos. 

## Ciclo biológico
1. Los huevos se expulsan en las heces ya embrionados (dentro está el miracidio). Esta es la forma diagnóstica del parásito.
2. Un caracol marino (Pironella conica o Cerithidia cingula alata) ingiere los huevos y estos se abren liberando el miracidio que evoluciona a esporocito, redia y finalmente cercaria. El caracol es el primer hospedador intermediario.
3. Las cercarias salen del caracol y nadan usando su cola en busca del segundo hospedador intermediaro que son algunos peces.
4. Entran activamente en el pez a través del espacio entre escamas o a través de las branquias gracias a su diminuto tamaño y se enquistan en la musculatura del pez donde evolucionan a metacercarias.
5. El hospedador definitivo se infecta al comer pescado crudo o insuficientemente cocinado conteniendo metacercarias enquistadas.
6. Las metacercarias se desenquistan en el intestino delgado y evolucionan a adultos.
7. Los adultos se encuentran en el intestino delgado donde se reproducen y expulsan los huevos a la luz intestinal por lo cual se expulsan junto con las heces cerrando el ciclo.
Otros mamíferos pueden cerrar el ciclo al alimentarse de los peces con metacercarias enquistadas.

## Patología
Cuando el parásito llega al intestino y aunque la infección es generalmente asintomática, si ésta es masiva, puede producir dolor abdominal similar al producido por las úlceras pépticas y/o diarrea mucosa. En algunos casos pueden ocurrir daños o incluso perforaciones en la mucosa y submucosa que facilitarían el paso del parásito al corazón, pudiendo originar fallos cardíacos, o al cerebro y médula espinal ocasionando desórdenes neurológicos.

## Diagnóstico (directo)
El diagnóstico se realiza mediante un examen de las heces, este proceso debe ser realizado por un experto ya que son muy difíciles de diferenciar de otros trematodos.

## Tratamiento
El tratamiento de elección se basa en la utilización de praziquantel en dosis de 75 mg/kg de peso administrados en 1 día y repartidos en 3 tomas.
Como tratamientos alternativos citaremos el tetracloroetileno o la niclosamida.

## Precauciones
Abstenerse de ingerir pescado crudo, poco cocinado o en salazón, sobre todo en zonas endémicas y en caso de sospecharse que estén infectados los alimentos.